# 목차

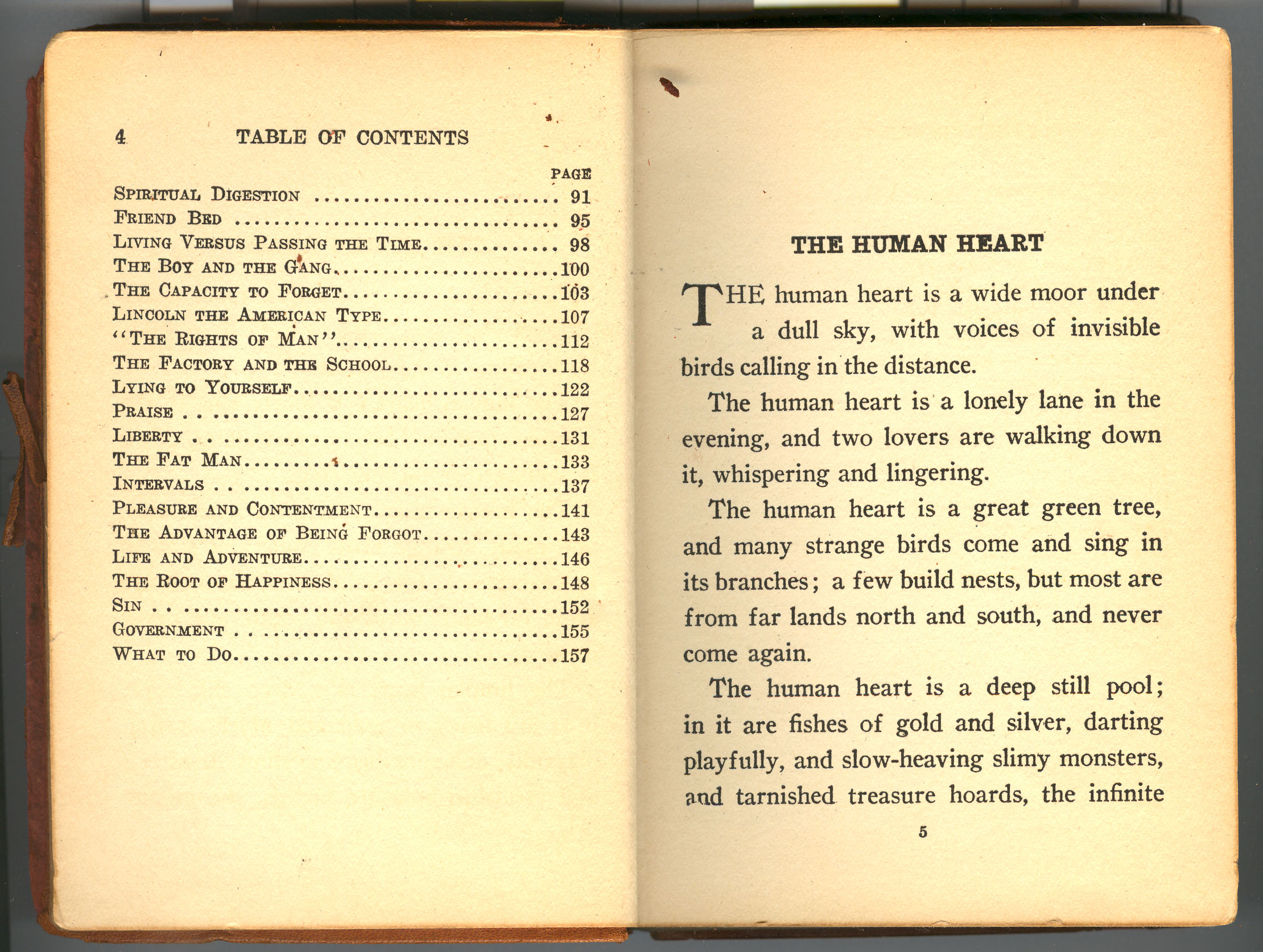
왼쪽이 목차

목차(目次)는 책이나 서류 따위에서 항목 제목과 해당 쪽 번호를 차례대로 적은 목록으로, 그 내용을 간략하게 알거나, 쉽게 찾아 볼 수 있게 한 것이다. 책이나 글 따위에서 벌여 적어 놓은 항목을 뜻하는 차례(次例)와 비슷하게 쓰인다. 보통 책표지 다음에 목차를 먼저 넣고, 그 다음에 머리말이나 작가 소개와 본문이 자리잡으며, 문서나 책 내용이 많은 경우 중간에 하위 목차를 따로 또 넣기도 한다.

## 같이 보기
- 색인
- 책갈피